# Char Minar
Il Char Minar (dalla Lingua persiana چار منار quattro minareti), o madrasa Khalif Niazkhoul, è un edificio storico del centro di Bukhara in Uzbekistan che è stato costruito nel 1807 con i fondi del ricco mercante turcomanno, Khalif Khoudoïd.

## Architettura
La madrasa (o madrassa) è costruita inizialmente intorno a un cortile, per cui entrambe le parti sono riservate alle celle (cinquantanove al momento) per studenti di scienze coraniche, con un bacino (howz) e un Iwan che serve da portale di ingresso alla moschea nella madrasa. La madrasa è stata condotta dal sufi Sceicco Khalif Niazkhoul. Dell'originale non ne restano oggi che poche celle. I resti dell'ingresso al padiglione della madrasa è l'aspetto particolare del tutto, è sormontata da quattro torri agli angoli, ciascuna delle quali è coronata da una cupola e turchese simbolo di una città: La Mecca, Urgench, Termez e Denov. La loro forma ricorda, anche se non hanno la funzione, quella di un minareto, da cui il nome che è stato dato alla costruzione circondano una cupola nel mezzo. Ogni torre è decorata in modo diverso. Il piano terra è composto da un ingresso, mentre al primo piano le torri hanno accolto gli ex componenti interni e la biblioteca comunale. Oggi vi è un negozio di souvenir al piano terra.
Nel 1998 l'UNESCO ha finanziato la ricostruzione di una torre caduta.

## Galleria d'immagini

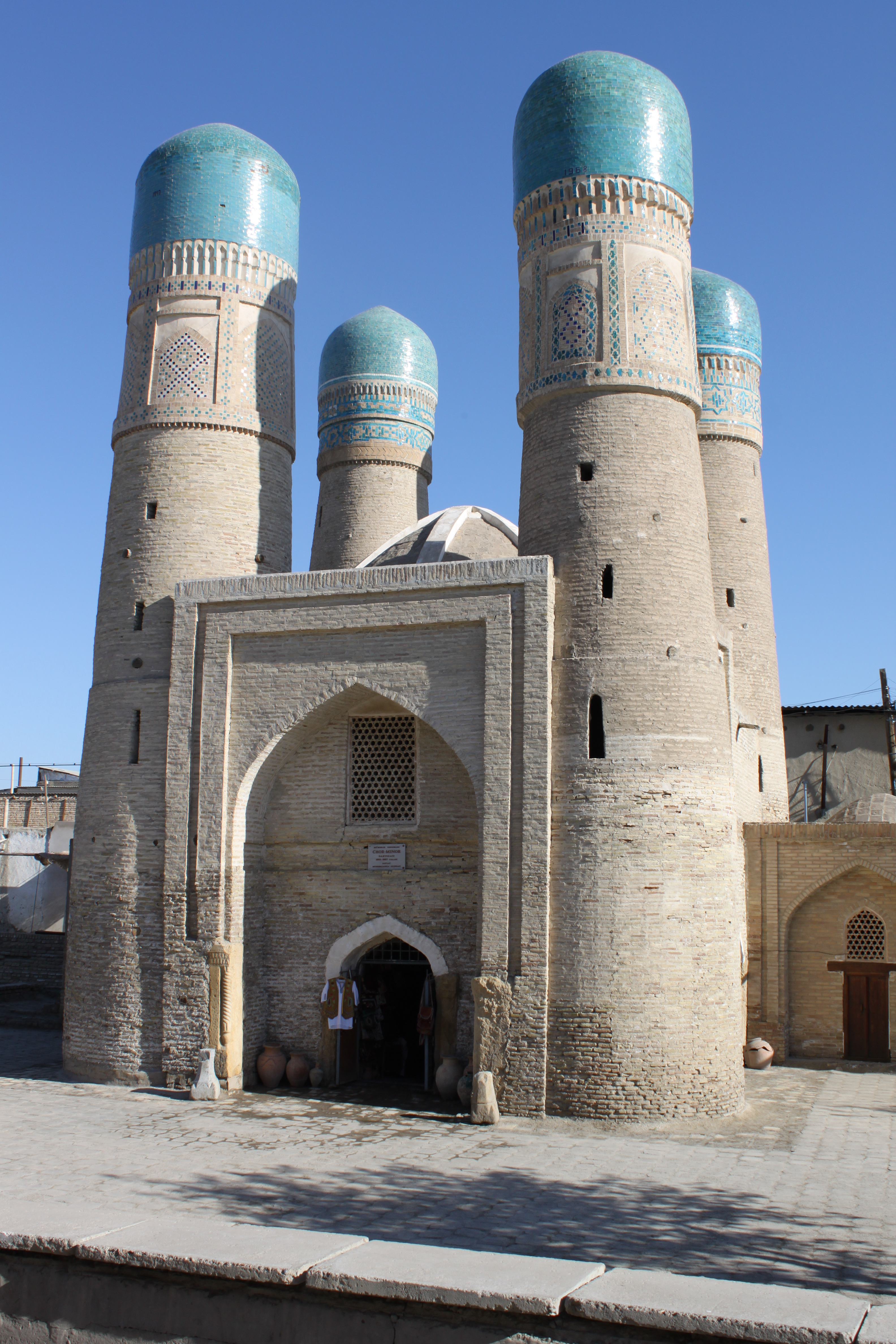
L'ingresso con l'iwan
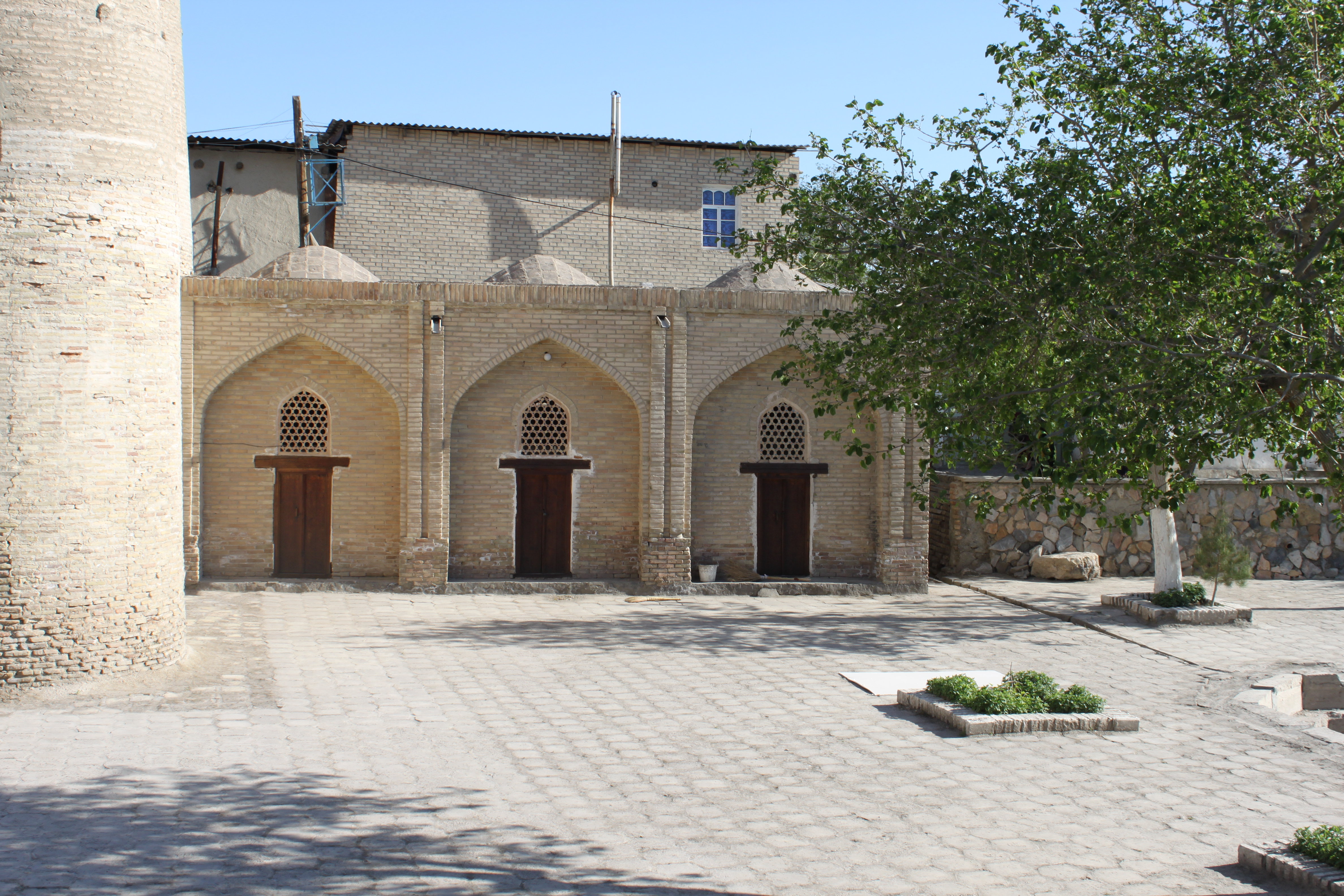
Vista di tre celle
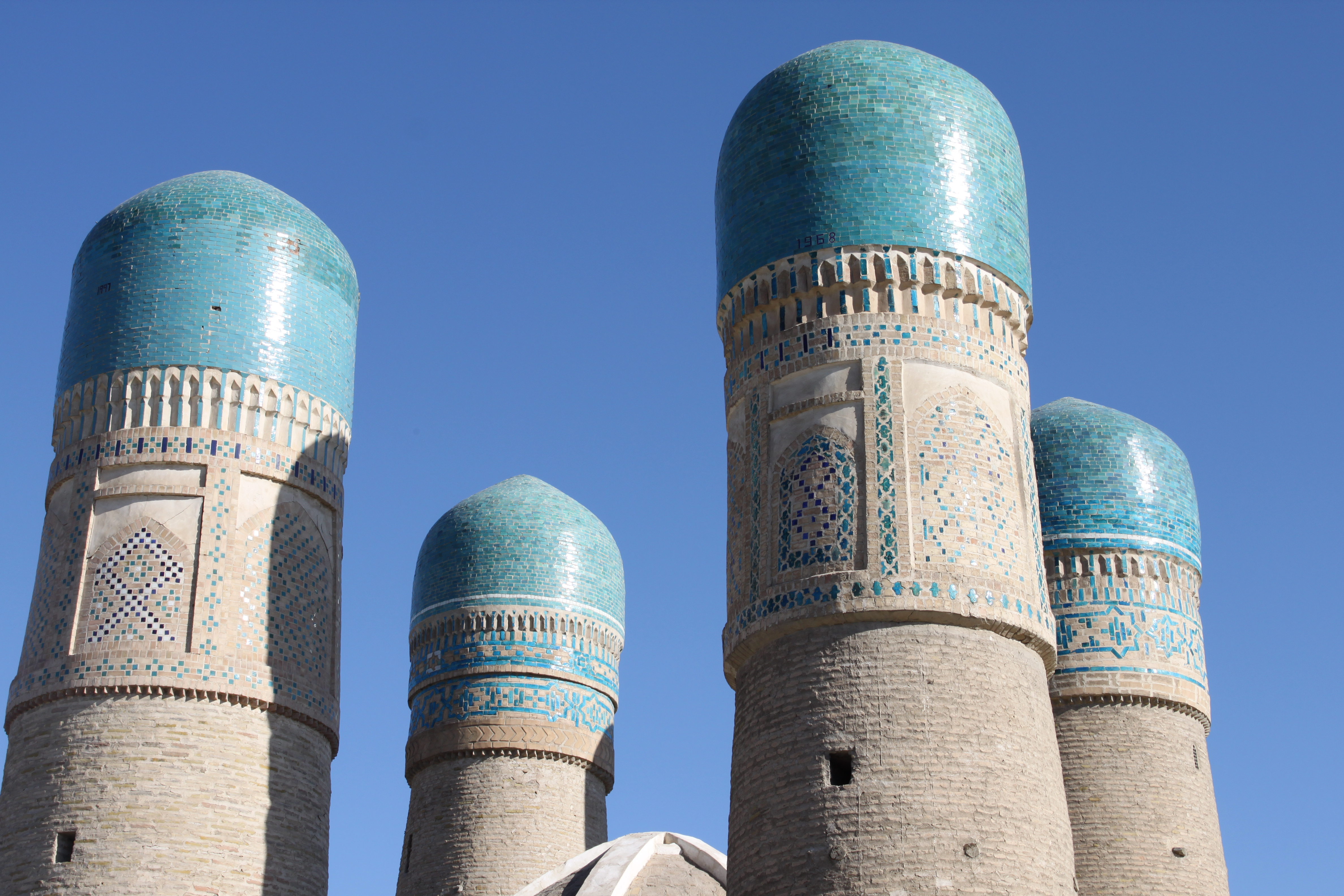
Le quattro torri
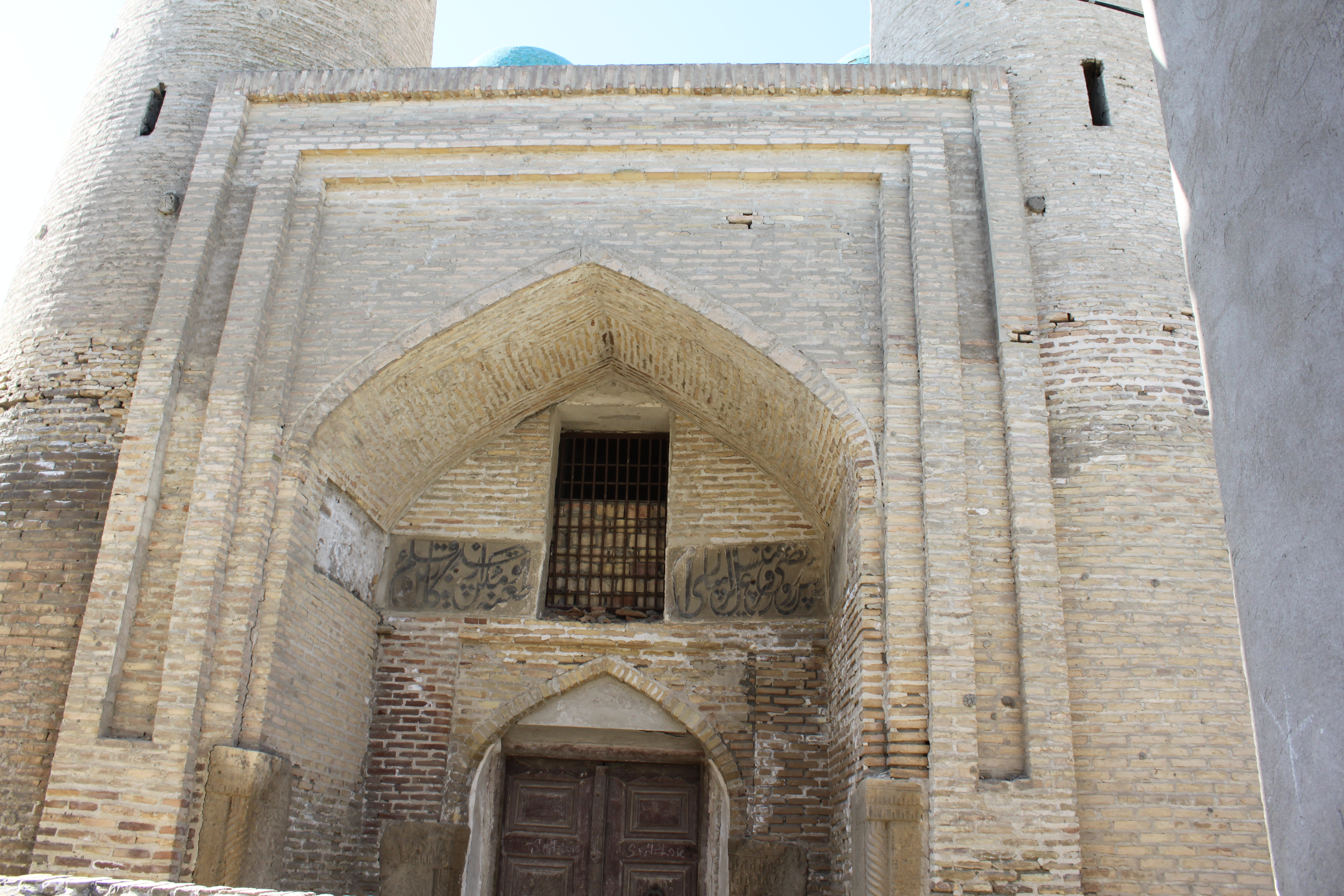
L'ingresso posteriore